# Bocchetta dell'Orsaro
La Bocchetta dell'Orsaro è unamontagna dell'Appennino Tosco-Emiliano alta 1.723 metri sul livello del mare, al confine tra Emilia e Toscana, tra i comuni di Corniglio, in provincia di Parma, e di Pontremoli, in provincia di Massa-Carrara, in Lunigiana. Sul lato parmense, il versante è ubicato nel territorio del Parco Nazionale dell'Appennino Tosco-Emiliano.

## La montagna e i percorsi
Sorella minore del Monte Orsaro (1.831 m), con il quale costituisce un unico complesso montagnoso, la Bocchetta dell'Orsaro, è visibile da Pontremoli e da larga parte della Lunigiana. Il vicino Monte Braiola (1.821 m) è parte dello stesso gruppo montagnoso, nel complesso di notevole impatto paesaggistico, soprattutto provenendo da La Spezia.